# Epipremnum aureum
Epipremnum aureum — вид квіткових рослин з родини кліщинцевих (Araceae).

## Розповсюдження
Місцем проживання цього виду є Острови Товариства. Ця витка рослина росте переважно у вологому тропічному біомі.

## Опис
Рослина за допомогою повітряних коренів росте на деревах або інших опорах на висоту близько 20 метрів і розвиває пагони товщиною до 4 см. Ця багаторічна трав'яниста вічнозелена рослина. Чергове листя має черешки та серцеподібну листкову пластинку, ідеальну у молодих рослин, але нерівномірно розділену у старших рослин, до 100 см завдовжки та 45 см завширшки (молоде листя набагато менше, зазвичай менше 20 см завдовжки). Квітки формуються на обгортці довжиною до 23 см (але розпускаються рідко).

## Використання
Використовується як декоративна рослина завдяки своїй чудовій здатності адаптуватися.